# Karczowice (województwo małopolskie)
Karczowice – wieś w Polsce położona w województwie małopolskim, w powiecie miechowskim, w gminie Kozłów. Karczowice leżą na styku trzech województw: małopolskiego, świętokrzyskiego (wieś Przełaj) i śląskiego (wieś Koryczany).
W 1595 roku wieś położona w powiecie ksiąskim województwa krakowskiego była własnością starosty chęcińskiego Piotra Myszkowskiego. W latach 1975–1998 miejscowość administracyjnie należała do województwa kieleckiego. Integralne części miejscowości: Druga Kolonia za Górą, Koryczany, Pierwsza Kolonia za Górą, Podleśna, Stara Wieś.